# Scaptia lerda
Scaptia lerda är en tvåvingeart som först beskrevs av Walker 1850.  Scaptia lerda ingår i släktet Scaptia och familjen bromsar. Inga underarter finns listade i Catalogue of Life.

## Bildgalleri

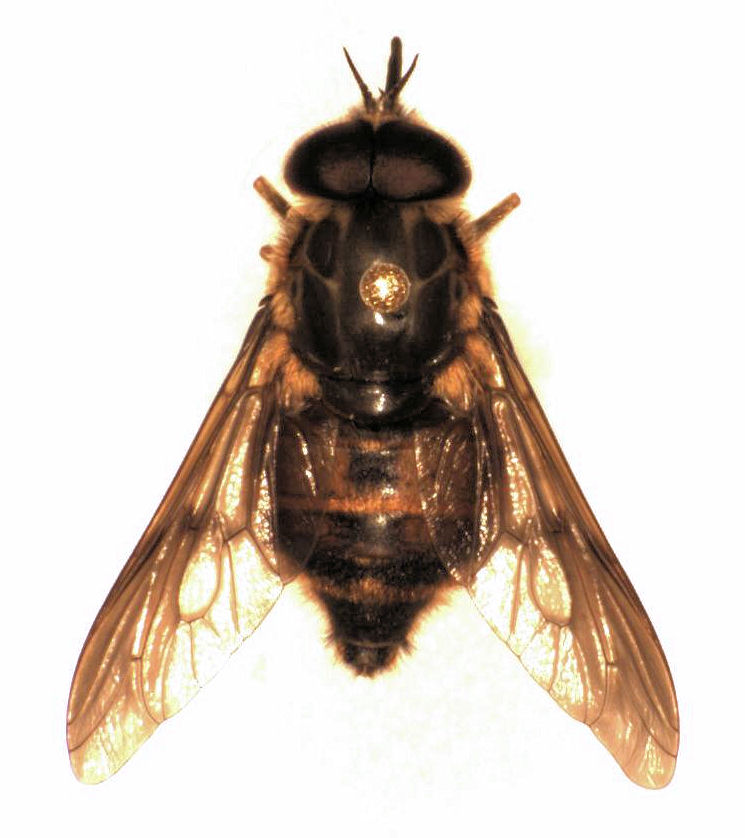
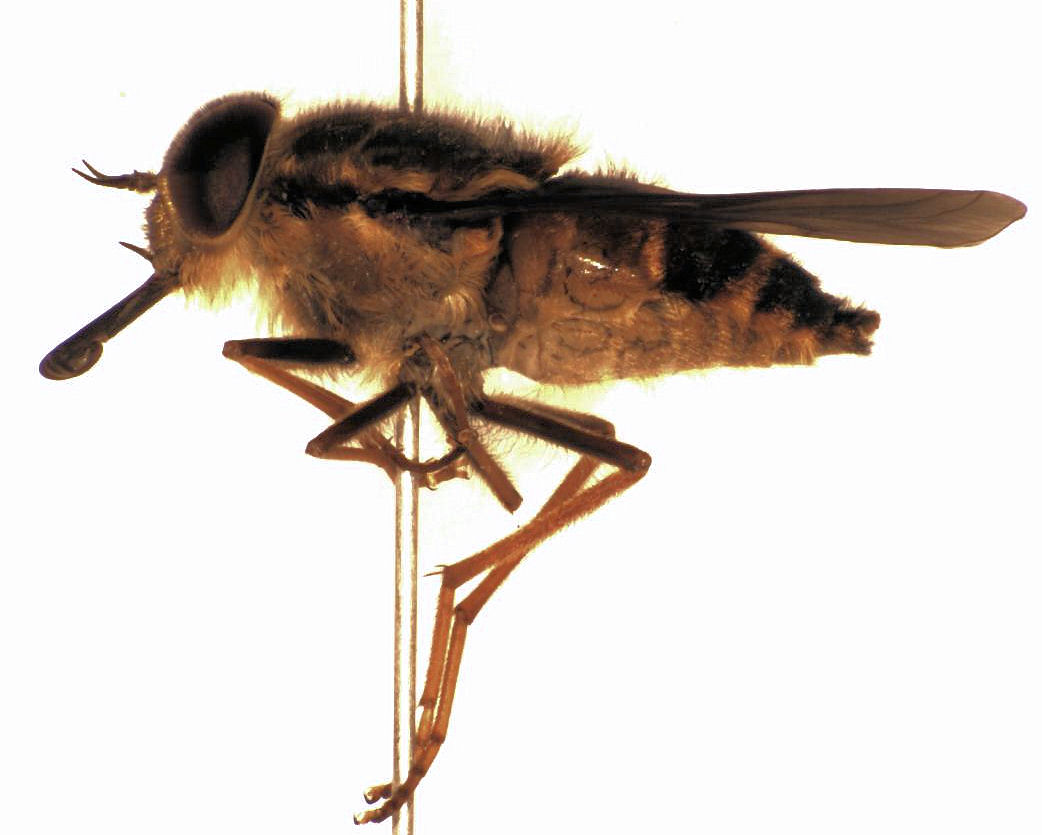